# Mora (Einheit)
Die Mora oder More (von lateinisch mora ‚Zeitraum‘) ist
- in der antiken Verslehre ein Maß für die Quantität und
- in der Phonologie eine Maßeinheit für das Silbengewicht (Morigkeit).

Beide Begriffe entsprechen einander weitgehend. Der wesentliche Unterschied ist, dass in der Phonologie das Silbengewicht (Morigkeit) eine Eigenschaft der Silbe an sich bemisst, im Unterschied zur antiken Silbenquantität, die eine Eigenschaft der Silbe im Kontext des Verses ist.

## Moren in der antiken Metrik
In der antiken quantitierenden Metrik der Griechen entsprach der lateinischen Mora die Zeiteinheit chronos protos (χρόνος πρῶτος „erste Zeit“, „Grundzeit“) bzw. deren Vielfache. Im Versmaß entsprach von der Dauer her dem chronos protos bzw. der Mora das Verselement elementum breve, der doppelten Länge das elementum longum bzw. das elementum anceps mit der Dauer 2 Moren bzw. chronos disēmos (δίσημος „zwei Zeichen“) usw.
Die Zeitwerte sind dabei nicht absolut, sondern relativ zum jeweiligen Grundtempo. Sie gleichen damit der musikalischen Tondauer, wobei eine Mora dem Notenwert einer Viertelnote gleichgesetzt wird.
Die folgende Tabelle zeigt die verschiedenen griechischen Bezeichnungen der Quantitäten mit den jeweiligen Symbolen der metrischen Notation:
| Moren | Notenwert | Zeichen | Name              | Umschrift          |
| ----- | --------- | ------- | ----------------- | ------------------ |
| 1     | ¼         | ◡       | χρόνος πρῶτος     | chrónos prôtos     |
| 2     | ½         | ─       | χρόνος δίσημος    | chrónos dísēmos    |
| 3     | ¾         | └─╴     | χρόνος τρίσημος   | chrónos trísēmos   |
| 4     | 1         | └─┘     | χρόνος τετράσημος | chrónos tetrásēmos |
| 5     | 1 ¼       | └─┴─┘   | χρόνος πεντάσημος | chrónos pentásēmos |

Andreas Heusler hat die Symbole für die Dauer einzelner Silben in seine Notation für die Taktreihen der deutschen Metrik übernommen.

## Moren in der Phonologie
Kurze Silben sind in Sprachen, in denen der Morenbegriff relevant ist, einmorig; lange Silben dagegen zweimorig oder, in manchen Sprachen, sogar dreimorig. Die Definition von langer Silbe variiert je nach Sprache, eine More entspricht oft einer offenen Silbe mit kurzem Vokal oder einem kurzen Vokal mit höchstens einem nachfolgenden Konsonanten. Silben mit einem langen Vokal bzw. einem Kurzvokal und mehreren Konsonanten sind „zweimorig“, zählen also zwei Moren.
Im Altgriechischen ist die More der Träger des (musikalischen) Akzents; in γλυκεῖᾰ 'süß, fem. Nom. Sg.' liegt der Hochton auf der ersten More der langen Silbe κεῖ [keː], während in γλυκείᾱς 'süß, fem. Gen. Sg.' der Hochton auf der zweiten More der gleichen Silbe liegt. In beiden Fällen ist es die drittletzte More (auch Antepänultima genannt), die den Hochton trägt.

## Moren im Japanischen
Die japanische Sprache ist für ihre morischen Qualitäten bekannt. Die meisten Dialekte (einschließlich der Hochsprache) verwenden Moren anstatt Silben als Einheit ihres Lautsystems. So besteht das berühmte Haiku nicht etwa aus drei Zeilen zu 5, 7 und 5 Silben, sondern aus 5, 7 und 5 Moren. Ein Zeichen der Hiragana- und Katakana-Schriften repräsentiert jeweils eine More, die auch die Träger des Hoch- bzw. Tieftons sind. So sind die Städtenamen Tōkyō, Ōsaka und Sendai alle viermorig: とうきょう To-u-kyo-u, おおさか O-o-sa-ka, せんだい Se-n-da-i. Eine silbeninitiale More besteht aus einem Vokal oder einer Kombination aus Konsonant und folgendem Vokal. Bei dem Beispiel Tōkyō steht das -y- dabei für eine Palatalisierung des vorangehenden Konsonanten. Als zweite More in einer Silbe gibt es die folgenden Möglichkeiten:
- die Verlängerung des Vokals wie in den obigen Beispielen Tōkyō und Ōsaka,
- der zweite Vokal wie in Haiku,
- der Nasalkonsonant am Ende einer Silbe wie in Sendai,
- der erste Teil eines Doppelkonsonanten/einer Geminate wie in Nissan.

Untersucht man den japanischen Wortschatz daraufhin, wie häufig Wörter vorkommen, die aus einer verschiedenen Anzahl an Moren bestehen, so kommt man auf die 1-verschobene Binomialverteilung, die ein gutes Modell für eine solche Erhebung liefert. Siehe dazu das Gesetz der Verteilung von Wortlängen.
Japanisch ist eine Tonakzentsprache. Diese Tonakzente basieren ebenfalls auf den Moren.